# Guyanatrogon
Guyanatrogon (Trogon violaceus) är en fågel i familjen trogoner inom ordningen trogonfåglar.

## Utbredning och systematik
Fågeln förekommer i Venezuela, Guyanaregionen och intilliggande norra Brasilien samt på Trinidad. Den behandlas som monotypisk, det vill säga att den inte delas in i några underarter.

## Status
IUCN kategoriserar arten som livskraftig, men inkluderar även fjäderfotad trogon och amazontrogon i violaceus